# Obras maestras del terror
Obras maestras del terror è un lungometraggio argentino del 1960 diretto da Enrique Carreras.

## Trama
Tre storie tratte da racconti di Edgar Allan Poe: il primo è tratto da La verità sul caso di Mr. Valdemar, il secondo da Il barile di Amontillado e il terzo da Il cuore rivelatore.

## Distribuzione
Il film venne distribuita nel 1965 negli Stati Uniti con il titolo Master of Horror, in edizione ridotta ai soli primi due episodi.